# Zod (General Zod)
Zod( General Zod) é um super-vilão do Superman, nascido em Kripton. Ele foi criado por Robert Bernstein e George Papp. Apareceu pela primeira vez em Adventure Comics #283( abril de 1961), porém atualmente pertencendo a  DC Comics. Seu nome completo é Dru-Zod, e é considerado um dos personagens mais fortes do Universo DC, pois é, além de kriptoniano, ele é treinado, portanto, tem superpoderes e foi devidamente treinado a usá-los, ao contrário do Superman. 
1. ↑  «DC». DC (em inglês). Consultado em 2 de junho de 2020